# Janina Żaneta Mikulska

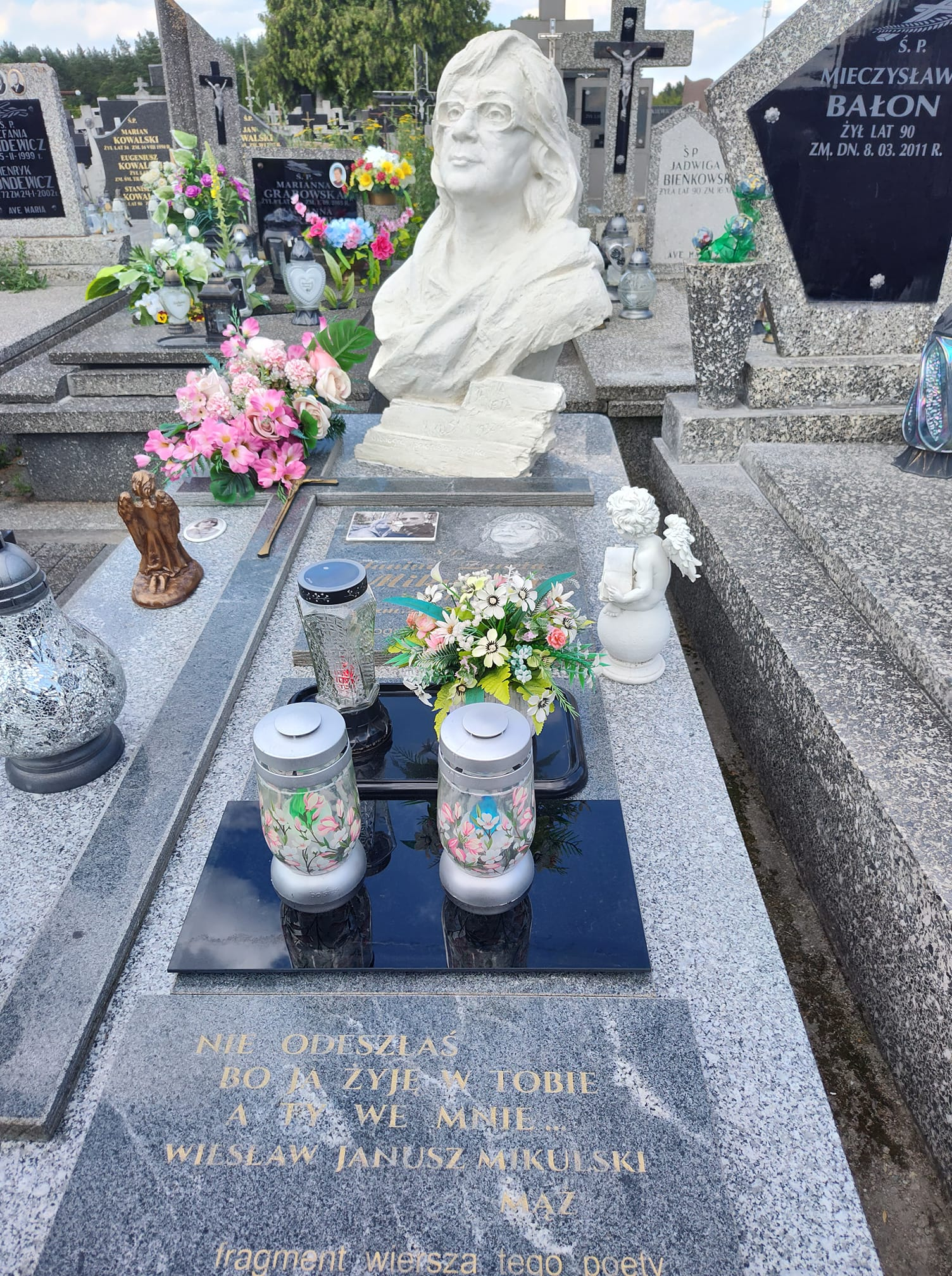
Grób poetki, z jej popiersiem autorstwa Andrzeja Krawczaka, znajdujący się na starym ostrołęckim cmentarzu parafialnym

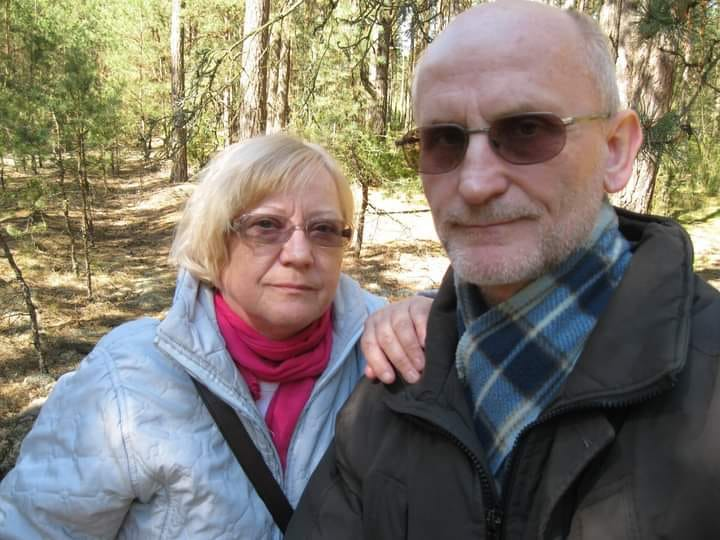
Pisarka ze swoim mężem Wiesławem Januszem Mikulskim dnia 1 maja 2017

Janina Żaneta Mikulska  z d. Jakubiak (ur. 4 listopada 1952 w Ostrołęce, zm. 25 listopada 2020 tamże) – polska filolog, bibliotekarka, bibliografka, poetka.                                                                               

## Życiorys
W dzieciństwie mieszkała kilka lat w Dobrym Lesie (gmina Zbójna, powiat łomżyński), gdzie jej ojciec Antoni miał piekarnię. Ukończyła filologię polską i bibliotekoznawstwo w WSP w Kielcach (1976). W l. 1976–2007 pracowała w Miejskiej Bibliotece Publicznej im. Wiktora Gomulickiego w Ostrołęce jako starszy kustosz. Kierowała Czytelnią Naukową, którą tworzyła od podstaw oraz prowadziła Pracownię Zbiorów Regionalnych. Przez wiele lat opracowywała bieżącą bibliografię województwa mazowieckiego (teren byłego województwa ostrołęckiego) oraz była członkiem Zespołu ds. Bibliografii Regionalnej przy Zarządzie Głównym Stowarzyszenia Bibliotekarzy Polskich. Począwszy od 1999 r. przez kilkanaście lat tworzyła pracochłonne dzieło wprowadzania bibliografii byłego województwa ostrołęckiego do systemu komputerowego z jednoczesnym wprowadzaniem bieżących opisów.
Jako poetka debiutowała w 2013 r. w antologii poezji i prozy członków Klubu Literackiego „OsKaL” pt. Ze Studziennej.
Zajmowała się także redakcją i korektą wydań książkowych (m.in. autorstwa jej męża, Wiesława Janusza Mikulskiego), publikowała własną fotografię artystyczną (m.in. w zbiorach wierszy męża). Była autorką Dzienników, opublikowanych w całości w cyklicznych wydaniach „Bezkresu. Miesięcznika Artystyczno-Literackiego” oraz w antologiach i almanachach wydawanych w serii Biblioteka Literacka „Bezkresu”.           
Była członkiem Stowarzyszenia Autorów Polskich. Należała do Ciechanowskiego Oddziału SAP. Została wyróżniona odznakami: Za zasługi dla województwa ostrołęckiego i Zasłużony Działacz Kultury.

## Twórczość
Jest autorką 25 opracowań bibliograficznych dotyczących głównie Ostrołęki i Kurpiowszczyzny, m.in.: Bibliografia województwa ostrołęckiego za lata 1975–1985, tom 1 i 2 (1990); Ostrołęka i Kurpie w literaturze pięknej. Bibliografia, cz. 1-3 (1998–1999); Mieczysław Czychowski (1931–1996). Bibliografia (2006); Wiesław Janusz Mikulski. Bibliografia twórczości za lata 1992–2012 (2012); Wiktor Czajewski (1857–1922). Biobibliografia (2017); Leszek Bakuła. Biografia. Bibliografia. Wybór recenzji (2018); Wojciech Janusz Woźniak (1946–2003). Biobibliografia (2019); Jan Edward Kupiszewski (1940 – 2000) w 80-lecie urodzin. Biobibliografia”(2020); Tadeusz Franciszek Machnowski (4 października 1937 r. – 30 sierpnia 2020 r.). Biobibliografia (2020). 
Janina Żaneta Mikulska opracowała poza tym w wersji elektronicznej pozycje: Bibliografia literatury pięknej dotycząca Ostrołęki, Narwi i Ziemi Kurpiowskiej, Antologia wierszy regionalnych oraz bibliografie poszczególnych pisarzy związanych z regionem (E. Kupiszewskiego, W. Woźniaka, H. Bendera, T. F. Machnowskiego, C. Parzycha).
Wiersze Z. Mikulskiej ukazały się następnie w następujących wydawnictwach książkowych: VII Kurpiowski Plener Malarsko-Literacki [album] (2013); Dla Jego bolesnej męki: almanach literacki (2013); Kawiarniane strofy (2014); Ogrody Boga: almanach literacki (2014); Krzyż drogą do świętości: almanach literacki (2014); VIII Kurpiowski Plener Malarsko-Literacki” [album] (2014); Wypisz wymaluj Ostrołęka [antologia Ostrołęckiego Klubu Literackiego "OsKaL" (2015); Z przypowieści jedno proste słowo [pokłosie IX Mazowieckiego Konkursu Literackiego”] (2015); IX Plener Malarsko-Literacki” [album] (2015); Matka. Antologia literacka (2016), Alfred Sierzputowski 1937–2015. Próba przybliżenia (2016); X Plener Malarsko – Literacki [album] (2016); Spacer po Ciechanowie. Album poetycko-plastyczno-fotograficzny (2017); XI Plener Malarsko-Literacki” [album] (2017); Przebieracz i przyjaciele. Antologia literacka… (2017); Ambasador Miłosierdzia. Antologia literacka… (2018); Nie ma nic piękniejszego niż miłość. Antologia literacka … (2019); To przemijanie ma sens (2019); Być solą ziemi. Antologia poetycka … (2019); Łowca ludzkich serc. Antologia literacka (2020); almanach literacki Krasne w wierszach (2020); Almanach poezji niezłomnej (2020); Zwierzenia Zwierza. Almanach (2020); Kocham cię, życie (2020); Kapliczki kurpiowskie … (2020); Muślin. Almanach: wolumen A i wolumen B (2021); Twarz Boga Ojca. Antologia literacka (2021); Wiosna. Almanach (2021); Ziarno życia. Almanach poezji niezłomnej (2021), Wiara. Almanach poezji religijnej (2021); W drodze. Almanach (2021); Żywot utrapiony. Almanach (2021), W kropli deszczu. Almanach (2021); Miłość Boża. Almanach (2021), Ludzie listy piszą. Almanach (2021); Pocałunek lata. Almanach (2021); Antologia "Bezkresu" tom I (2021) i tom II (2021); Oczekiwanie. Almanach religijny (2021), Czas. Almanach (2022); Antologia "Bezkresu" III (2022), Silva Rerum I. Almanach (2022), Antologia "Bezkresu" IV (2022), Silva Rerum II. Almanach (2022), Antologia "Bezkresu" V (2022), Na krawędzi. XX jubileuszowa międzynarodowa antologia (2023), Zatrzymania. XXI Międzynarodowa Antologia” (2024).   
W grudniu 2016 r. ukazał się jej debiutancki zbiór wierszy Drogami dni, wydany przez Miejską Bibliotekę Publiczną w Ostrołęce. W 2021 r. Towarzystwo Przyjaciół Ostrołęki wydało wiersze zebrane J. Ż. Mikulskiej W blasku Słońca, pod redakcją W. J. Mikulskiego. 
Poezje i artykuły (monografie bibliograficzne) J. Ż. Mikulskiej były publikowane m.in. w czasopiśmie ogólnopolskim „Przydroża. Ostrołęcki Rocznik Literacki”, „Bezkresie. Piśmie Literacko – Artystycznym” (Poznań), „Świętokrzyskim Magazynie Kulturalno – Literackim”, „Mazowszu. Sercu Polski”, „Wiadomościach Gazecie Warmińskiej”, w wydawanym w Łodzi "Akancie. Kwartalniku Grupy Literackiej"  oraz na portalu www.poezje.pl.  